# 善福寺 (箕面市粟生間谷西)

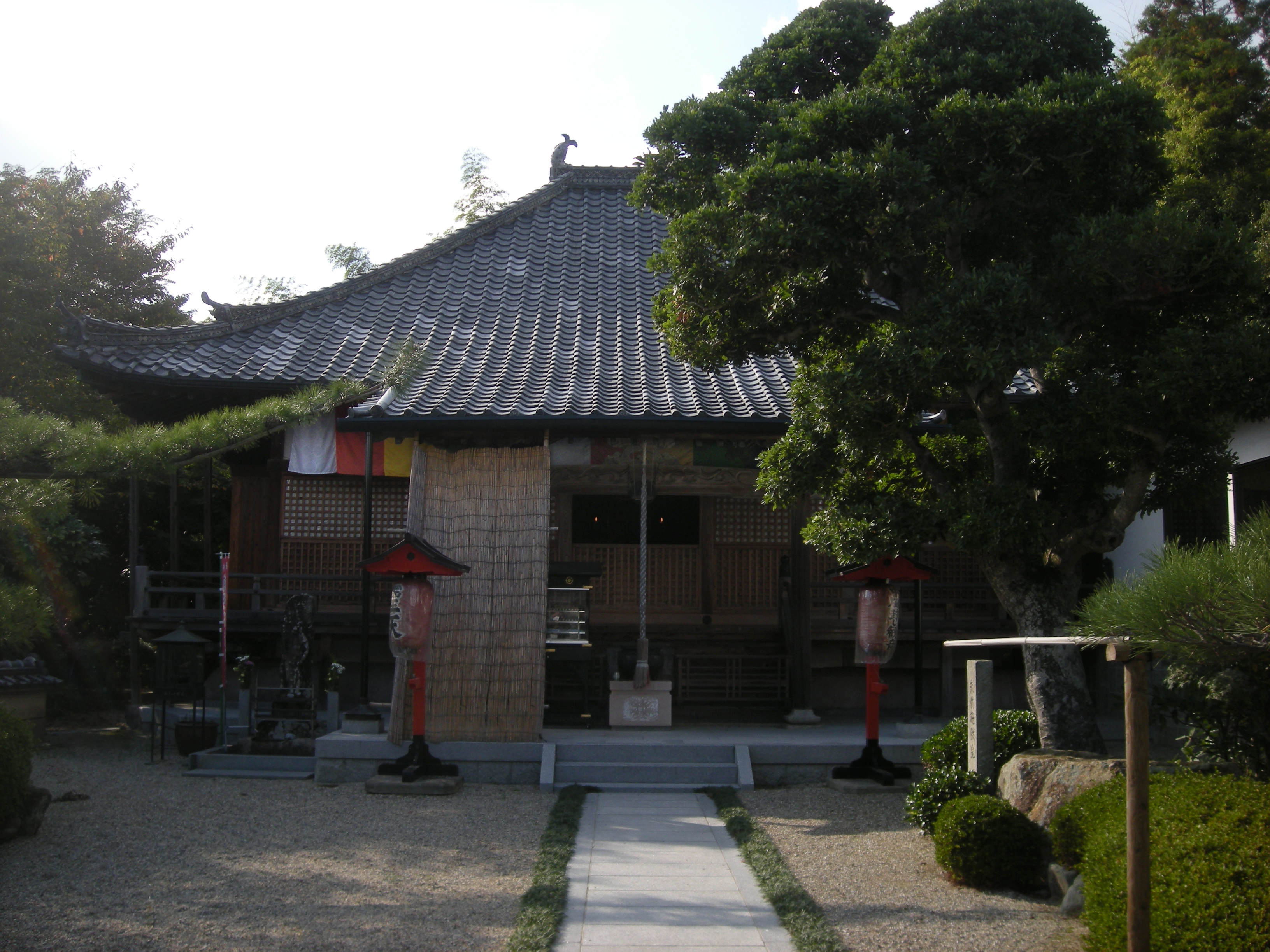
本堂

善福寺（ぜんぷくじ）は大阪府箕面市粟生間谷西にある高野山真言宗の仏教寺院。

## 歴史・概要
- 天平年間（729年～749年）善仲の開創と伝える[1]。
- 宝亀8年（777年）開成皇子の勅願により建立された弥勒寺（勝尾寺）の外院６坊の１つ。
- 宝暦年間（1751年～1763年）俊然の中興。

## 境内
- 金比羅宮

## 交通アクセス
- 阪急バス停奥下車、西南に徒歩6分。